# Mouldingia
Mouldingia é um género de gastrópode  da família Camaenidae.
Este género contém as seguintes espécies:
- Mouldingia occidentalis
- Mouldingia orientalis